# Miami Dolphins 1983
La stagione 1983 dei Miami Dolphins è stata la numero 18 della franchigia, la quattordicesima nella National Football League. La squadra puntava a tornare al Super Bowl dopo essere stata sconfitta l'anno precedente dai Washington Redskins. Fu anche un punto di svolta nella storia storia della squadra poiché nel Draft NFL 1983 scelse un giovane quarterback che era stato ignorato all'apertura del primo giro, Dan Marino. Questi non era stato selezionato in precedenza dai rivali di division della squadra: i New York Jets avevano scelto Ken O'Brien e i New England Patriots Tony Eason. Marino finì così come 27º assoluto a Miami. Nell'ottavo giro di quel draft i Dolphins scelsero anche il ricevitore Mark Clayton.
David Woodley partì come titolare a inizio stagione ma presto Don Shula lo sostituì con Marino che guidò la squadra a vincere 9 delle ultime 10 gare e a un record di 12-4. Miami fu eliminata a sorpresa in casa nel divisional round di playoff dai Seattle Seahawks, alla loro prima apparizione della storia nei playoff.

## Calendario

### Stagione regolare
| Turno | Data       | Avversario             | Risultato | Pubblico |
| ----- | ---------- | ---------------------- | --------- | -------- |
| 1     | 4/9/1983   | @ Buffalo Bills        | V 12–0    | 78.715   |
| 2     | 11/9/1983  | New England Patriots   | V 34–24   | 59.343   |
| 3     | 19/9/1983  | @ Los Angeles Raiders  | S 27–14   | 57.796   |
| 4     | 25/9/1983  | Kansas City Chiefs     | V 14–6    | 50.785   |
| 5     | 2/10/1983  | @ New Orleans Saints   | S 17–7    | 66.489   |
| 6     | 9/10/1983  | Buffalo Bills          | S 38–35   | 59.948   |
| 7     | 16/10/1983 | @ New York Jets        | V 32–14   | 58.615   |
| 8     | 23/10/1983 | @ Baltimore Colts      | V 21–7    | 32.343   |
| 9     | 30/10/1983 | Los Angeles Rams       | V 30–14   | 72.175   |
| 10    | 6/11/1983  | @ San Francisco 49ers  | V 20–17   | 57.832   |
| 11    | 13/11/1983 | @ New England Patriots | S 17–6    | 60.771   |
| 12    | 20/11/1983 | Baltimore Colts        | V 37–0    | 54.482   |
| 13    | 28/11/1983 | Cincinnati Bengals     | V 38–14   | 74.506   |
| 14    | 4/12/1983  | @ Houston Oilers       | V 24–17   | 39.434   |
| 15    | 10/12/1983 | Atlanta Falcons        | V 31–24   | 56.725   |
| 16    | 16/12/1983 | New York Jets          | V 34–14   | 59.975   |

### Playoff
| Turno              | Data       | Avversario       | Risultato |
| ------------------ | ---------- | ---------------- | --------- |
| Divisional playoff | 23/12/1983 | Seattle Seahawks | S 27-20   |

## Classifiche
| AFC East             | AFC East | AFC East | AFC East | AFC East | AFC East | AFC East | AFC East | AFC East | AFC East |
|                      | V        | S        | P        | %        | DIV      | CONF     | PF       | PS       | Str.     |
| -------------------- | -------- | -------- | -------- | -------- | -------- | -------- | -------- | -------- | -------- |
| Miami Dolphins(2)    | 12       | 4        | 0        | .750     | 6–2      | 9–3      | 389      | 250      | V5       |
| New England Patriots | 8        | 8        | 0        | .500     | 4–4      | 6–6      | 274      | 289      | S1       |
| Buffalo Bills        | 8        | 8        | 0        | .500     | 4–4      | 7–5      | 283      | 351      | S2       |
| Baltimore Colts      | 7        | 9        | 0        | .438     | 3–5      | 5–9      | 264      | 354      | V1       |
| New York Jets        | 7        | 9        | 0        | .438     | 3–5      | 4–8      | 313      | 331      | S2       |

## Premi
- Doug Betters

miglior difensore dell'anno della NFL